# Ett slag
Ett slag, album med det svenska punkbandet Ohlson har semester production. Kom ut 2003 på Beat Butchers.

## Låtarna på albumet
1. Värsta tricket
2. En bättre tid
3. Jag vill vara med
4. En härlig känsla i magen
5. aoooa
6. Silop punkt com
7. Ett värde ett pris